# Wieden (Viena)
Wieden es el cuarto distrito de Viena, Austria. Está ubicado a poca distancia al sur del distrito centro y del río Danubio, y fue establecido en el año 1850. Después de la Segunda Guerra Mundial formó parte del sector soviético de Viena durante unos diez años. A 1 de enero de 2016 tenía 32 745 habitantes en un área de 1,80 km². 
En este distrito se sitúa la iglesia de San Carlos Borromeo, y el mercado más grande de la ciudad, el Naschmarkt.

## Imágenes

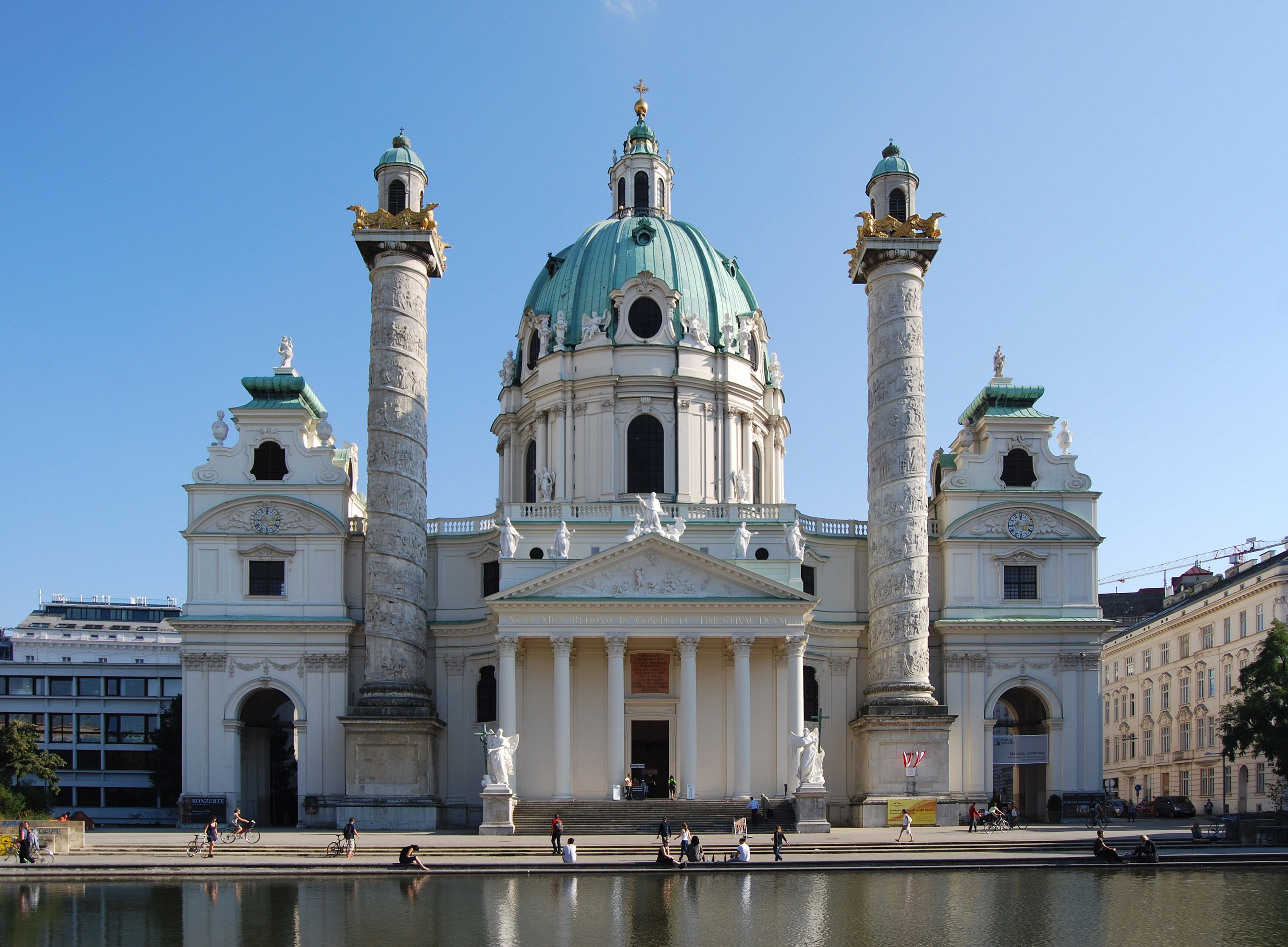
Iglesia de San Carlos Borromeo
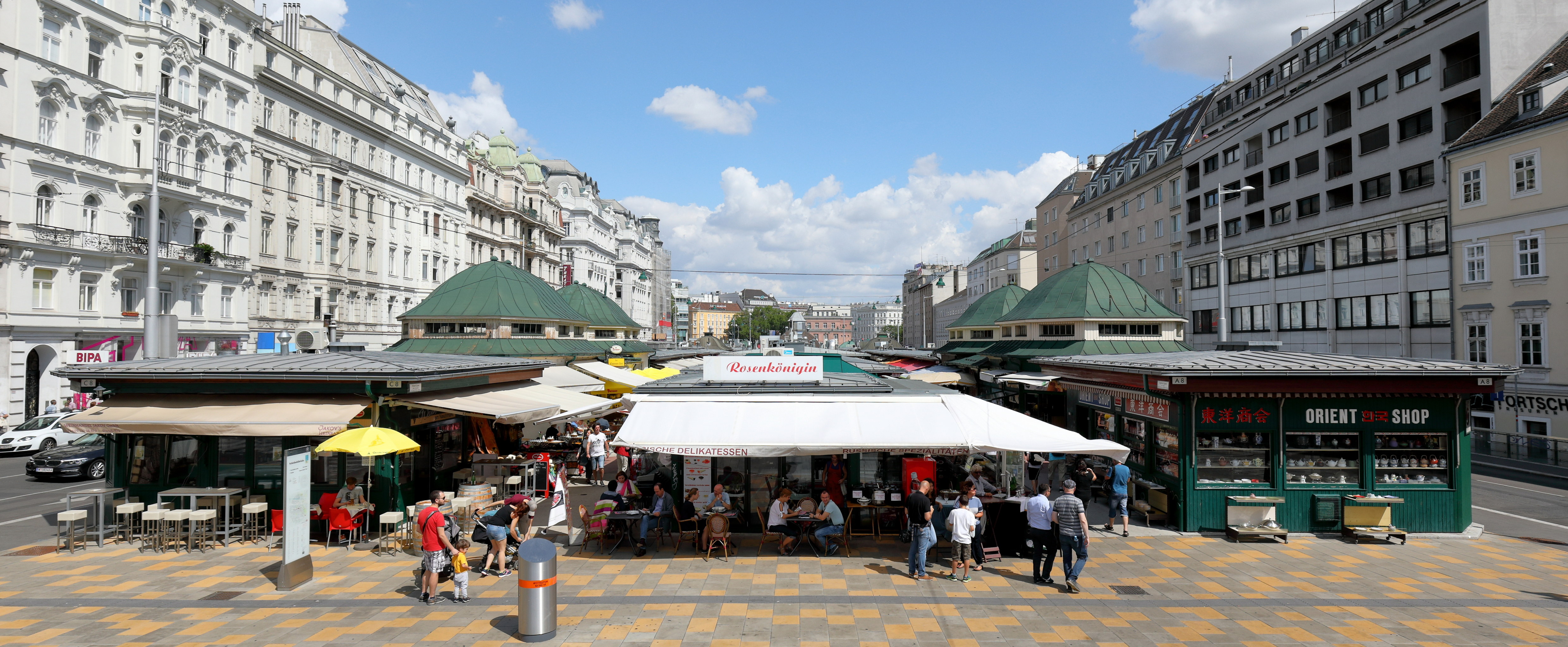
Naschmarkt